# Edward Peter Cullen

Wappen von Edward Peter Cullen

Edward Peter Cullen (* 15. März 1933 in Philadelphia, Pennsylvania; † 9. Mai 2023 in Allentown, Pennsylvania) war ein US-amerikanischer Geistlicher und römisch-katholischer Bischof von Allentown.

## Leben
Edward Peter Cullen wuchs als Sohn einer irischen Migrantenfamilie in Yeadon auf. Er besuchte die West Catholic High School und absolvierte zunächst ein Studium der Ingenieurwissenschaften am Drexel Institute of Technology in Philadelphia. Von 1953 bis 1958 studierte Cullen Philosophie und Katholische Theologie am Priesterseminar St. Charles Borromeo in Overbrook. Er wurde am 23. September 1961 durch den Weihbischof in Philadelphia, Francis James Furey, zum Diakon geweiht und empfing am 19. Mai 1962 in der Kathedralbasilika St. Peter und Paul in Philadelphia durch den Erzbischof von Philadelphia, John Joseph Krol, das Sakrament der Priesterweihe für das Erzbistum Philadelphia.
Cullen war zuerst als Pfarrvikar der Pfarreien St. Maria Goretti in Hatfield (1962–1965) und St. Bartholomew in Philadelphia (1965–1968) tätig, bevor er stellvertretender Direktor der katholischen Sozialdienste im Erzbistum Philadelphia wurde. Daneben erwarb er 1970 an der University of Pennsylvania einen Master im Fach Soziale Arbeit, 1971 an der La Salle University in Philadelphia einen Master of Arts und 1974 am Priesterseminar St. Charles Borromeo in Overbrook einen Master of Divinity. Am 24. April 1982 verlieh ihm Papst Johannes Paul II. den Ehrentitel Päpstlicher Ehrenprälat. Von 1983 bis 1988 leitete Cullen schließlich die katholischen Sozialdienste im Erzbistum Philadelphia. Parallel absolvierte er 1986 das Human Services Management Executive Program an der Harvard Business School. Ab 1988 fungierte er als Generalvikar des Erzbistums Philadelphia und Bischofsvikar für die Verwaltung. Darüber hinaus wirkte er von 1979 bis 1993 als Kaplan am St. Edmond’s Home for Children in Bryn Mawr.
Papst Johannes Paul II. ernannte ihn am 8. Februar 1994 zum Weihbischof in Philadelphia und zum Titularbischof von Paria in Proconsolare. Die Bischofsweihe spendete ihm der Erzbischof von Philadelphia, Anthony Joseph Kardinal Bevilacqua, am 14. April desselben Jahres in der Kathedralbasilika St. Peter und Paul in Philadelphia; Mitkonsekratoren waren Kurienerzbischof John Patrick Foley, Präsident des Päpstlichen Rates für die sozialen Kommunikationsmittel, und Francis Schulte, Erzbischof von New Orleans. Cullen wählte den Wahlspruch Christ, Church, Compassion („Christus, Kirche, Barmherzigkeit“). Als Weihbischof war er weiterhin Generalvikar des Erzbistums Philadelphia und Bischofsvikar für die Verwaltung.
Am 16. Dezember 1997 bestellte ihn Johannes Paul II. zum Bischof von Allentown. Die Amtseinführung erfolgte am 9. Februar 1998. Cullen engagierte sich besonders für die Aufklärung und Prävention von sexuellem Missbrauch durch Kleriker. Unter anderem setzte er eine diözesane Untersuchungskommission für Verdachtsfälle von sexuellem Missbrauch ein, schuf eine Anlaufstelle für Missbrauchsbetroffene und führte verpflichtende Strafregisterabfragen für Priester, Diakone, sonstige kirchliche Angestellte und ehrenamtliche Helfer ein. Außerdem arbeitete er 2002 als erster Bischof Pennsylvanias mit den District Attorneys bei der Aufklärung von Missbrauchsfällen zusammen und übergab die Personalakten verdächtiger Priester. Ein weiterer Schwerpunkt seines bischöflichen Wirkens stellte die Neuevangelisierung dar. So rief er die Initiative Renew 2000 und die Kampagne Strengthening Our Future in Faith ins Leben. Von 2005 bis 2006 wurde unter Cullens Leitung die zweite Diözesansynode des Bistums Allentown abgehalten.
In der US-amerikanischen Bischofskonferenz leitete Cullen überdies die Kommission für Frauen in Kirche und Gesellschaft. Ferner war er Mitglied der Kommission für die priesterliche Lebensform und den priesterlichen Dienst. Ab 2003 fungierte er außerdem als Trustee der Katholischen Universität von Amerika.
Am 27. Mai 2009 nahm Papst Benedikt XVI. sein altersbedingtes Rücktrittsgesuch an. Cullen starb im Mai 2023 im Lehigh Valley Hospital in Allentown.

## Schriften
- Lord God Holy Spirit, Sanctifier: A Reflection on the Holy Spirit Alive Within Us. 2012.
- Our Eucharistic Lord: A Pathway to the Transformation of Our Soul. 2022.